# Viking Hellas Airlines
Viking Hellas Airlines, marknadsfört som Viking Hellas var ett grekiskt charterflygbolag som grundades 2009. Företaget fick ekonomiska problem, lade ner trafiken och avvecklades 2011.

## Destinationer
- Aten - Aten-Elefthérios Venizélos internationella flygplats Bas
- Rhodos - Rhodos internationella flygplats
- Frankfurt - Frankfurt Mains flygplats
- Erbil - Erbils internationella flygplats[1]
- Najaf - Al Najaf International Airport
- Sulaymaniyah - Sulaimaniyah International Airport
- Amsterdam - Amsterdam-Schiphols flygplats
- Stockholm - Stockholm-Arlanda Flygplats
- Istanbul - Atatürk International Airport
- Manchester - Manchester Airport
- Teheran - Imam Khomeinis internationella flygplats

## Flotta
| Flygplan                  | Antal | Passagerare | Order | Övrigt            |
| ------------------------- | ----- | ----------- | ----- | ----------------- |
| Airbus A320-231           | 2     | 180         | 0     | Leasade från AWAS |
| Bombardier Challenger 600 | 1     | 11          | 0     | VIP Charter       |
| McDonnell Douglas MD-83   | 1     | 168         | 0     |                   |

## Fotnot
1. ↑  Viking Hellas har inte längre något tillstånd att flyga mellan Sverige och Irak [död länk]